# Eremobates nanus
Espèce
Eremobates nanus est une espèce de solifuges de la famille des Eremobatidae.

## Distribution
Cette espèce est endémique de Californie aux États-Unis. Elle se rencontre dans le comté d'El Dorado vers Riverton.

## Description
Le mâle holotype mesure 17,0 mm.

## Publication originale
- Muma, 1962 : The arachnid order Solpugida in the United States, Supplement 1. American Museum Novitates, no 2092, p. 1-44 (texte intégral).